# Laje do Muriaé
Laje do Muriaé este un oraș în unitatea federativă Rio de Janeiro (RJ), Brazilia.